# Фабада

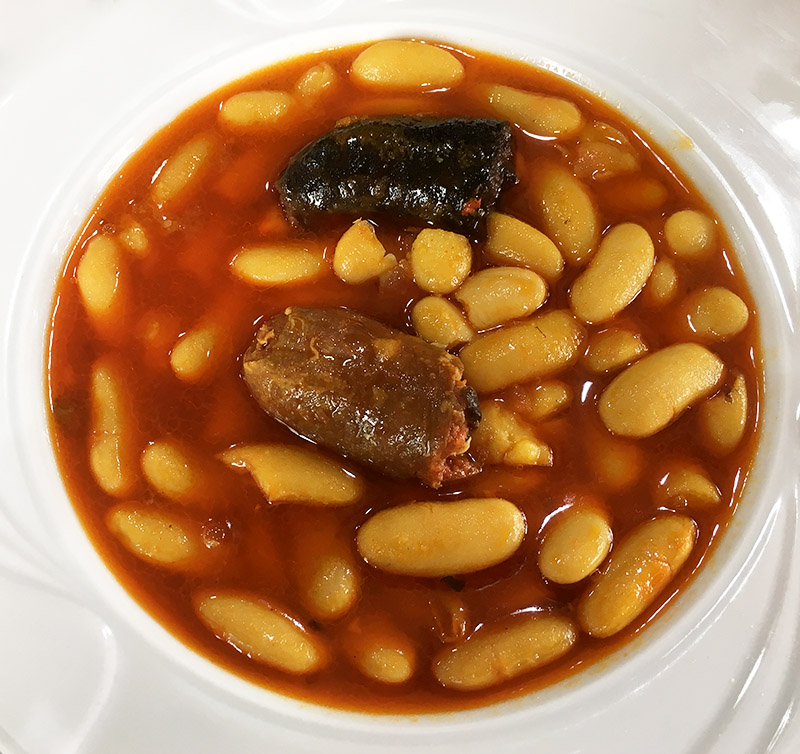
Фабада

Фаба́да (исп. fabada) — традиционное и самое известное блюдо астурийской кухни, представляющее собой густой калорийный и жирный суп из белой астурийской фасоли с беконом, окороком и колбасой — обычно чорисо и слегка подкопчённой астурийской морсильей. Название блюда произошло от астурийского слова fabes, означающего «фасоль». Красноватый цвет фабаде обеспечивают паприка и шафран. Фабада готовится на медленном огне в течение нескольких часов. Набор мясных ингредиентов добавляется в блюдо в последний момент. Считается, что фабада, как и вчерашние щи, вкуснее на следующий день. Астурийцы едят фабаду зимой на обед. К фабаде подают сидр, пиво или вино. В Испании готовая к употреблению фабада продаётся в супермаркетах в консервных банках.

## История
Употребление фасоли в Астурии восходит к XVI веку, точно известно, что её выращивали на этой территории и употребляли в пищу. Сорт, используемый в фабаде, называется «де ла Гранха», это гладкий и маслянистый сорт, подходящий для этого блюда. Выращивание этого сорта занимает около 2500 га в Астурии. Ингредиенты рецепта фабады свидетельствуют о скромном происхождении блюда. Ученые считают, что оно, возможно, родилось в XVIII веке, хотя нет никаких доказательств, подтверждающих это. Несмотря на то, что фасоль — чисто сельский ингредиент, сохраняется мнение, что фабада была придумана в городах. Ни в одном из произведений того времени нет письменных литературных ссылок на фабас. Один из самых известных источников, La Regenta (роман Леопольдо Аласа, 1884-1885), не упоминает о нем, несмотря на исчерпывающее описание обычаев региона. Другие авторы отмечают его сходство с лангедокским кассуле из французской кухни, которое могло попасть в Испанию благодаря Камино-де-Сантьяго по французскому маршруту в Средние века.
Первое письменное упоминание о фабаде появляется в астурийской газете Gijón El Comercio в 1884 году, но без упоминания рецепта. Более поздние появления в астурийской кулинарной литературе связывают это блюдо с астурийским горшком, такие авторы, как Армандо Паласио Вальдес, описывая традиции астурийских пастухов в своей работе «Пасторальная симфония» (1931), не упоминают это блюдо . Согласно исследованиям разных экспертов, фабада зародилась в неопределенный период между XIX и XX веками. Некоторые авторы больше склоняются к двадцатому веку, но сегодня это уже известное блюдо не только в Астурии, но и на всей территории Испании. Рецепты появляются в литературе начала века.
Астурийские эмигранты распространили по всему миру это блюдо, таким образом, в некоторых местах есть варианты этого блюда, например, в районах недалеко от американского города Тампа.
В Колумбии есть блюдо «пайса», которое представляет собой креольскую адаптацию фабады, в которой фабас заменяется красной фасолью (замоченной на 16 часов), приготовленной со свиной ножкой, чесноком, луком и солью, а также чоризо, свиными шкварками, вареным мясным фаршем, жареным яйцом, ломтиками авокадо и белым рисом.